# Paloznak

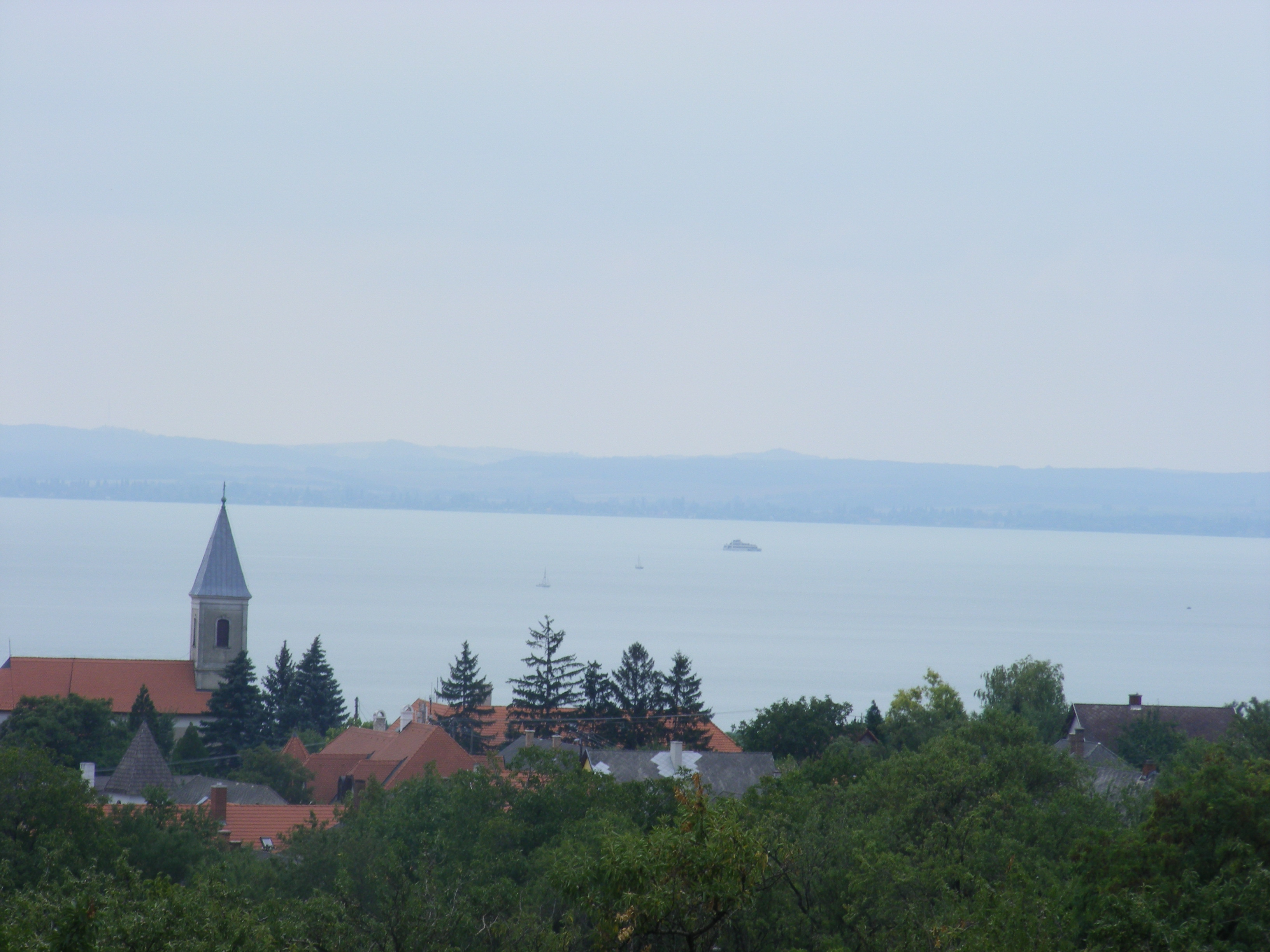
Pohled na jezero Balaton z Paloznaku

Paloznak je obec v Maďarsku v župě Veszprém, spadající pod okres Balatonfüred. Nachází se asi 12 km jižně od Veszprému. V roce 2015 zde žilo 428 obyvatel. Dle údajů z roku 2011 tvoří 91 % obyvatelstva Maďaři a 6,9 % Němci, přičemž 7,8 % obyvatel se ke své národnosti nevyjádřilo.
Obec svým územím leží u jezera Balaton, prochází jí též silnice 71.

## Sousední obce
| Růžice kompasu |        | Veszprémfajsz | Felsőörs | Růžice kompasu |
| Růžice kompasu | Csopak | Sever         | Lovas    | Růžice kompasu |
| Růžice kompasu | Csopak | Paloznak      | Lovas    | Růžice kompasu |
| Růžice kompasu | Csopak | Jih           | Lovas    | Růžice kompasu |
| Růžice kompasu |        | Balaton       | Alsóörs  | Růžice kompasu |